# Перье, Александр
Александр Перье (нем. Alexandre Perrier; 17 мая 1862[…], Женева — 5 мая 1936, Женева) — швейцарский художник-символист.

## Биография
Родился в 1862 году в Женеве. Окончил престижную общеобразовательную частную школу (колледж Кальвина) в Женеве, после чего работал банковским клерком. В дальнейшем, однако, отправился в Мюлуз, где учился на художника по текстилю.
В 1891 году Перье переехал в Париж, где сперва работал модельером. В Париже он открыл для себя новые художественные течения, в первую очередь, символизм и ар-нуво. Он начал заниматься живописью, сначала на досуге и как любитель, однако вскоре стал востребованным художником. Перье выставлял свои работы в Париже на Салоне Независимых и на выставках Венского художественного объединения «Сецессион» (с 1902 года); в 1900 году на Всемирной выставке в Париже получил бронзовую медаль.
В 1900 году вернулся в Женеву, где прожил до конца жизни. Писал преимущественно горные пейзажи (с видами Монблана, Монтрё, Женевского озера) в своём особом стиле. Создал также несколько портретов и аллегорических композиций. Помимо символизма и ар-нуво, на стиль Перье, как считается, повлияли итальянский дивизионизм и французский пуантилизм.
Скончался художник Перье в 1936 году в Женеве.

## Галерея

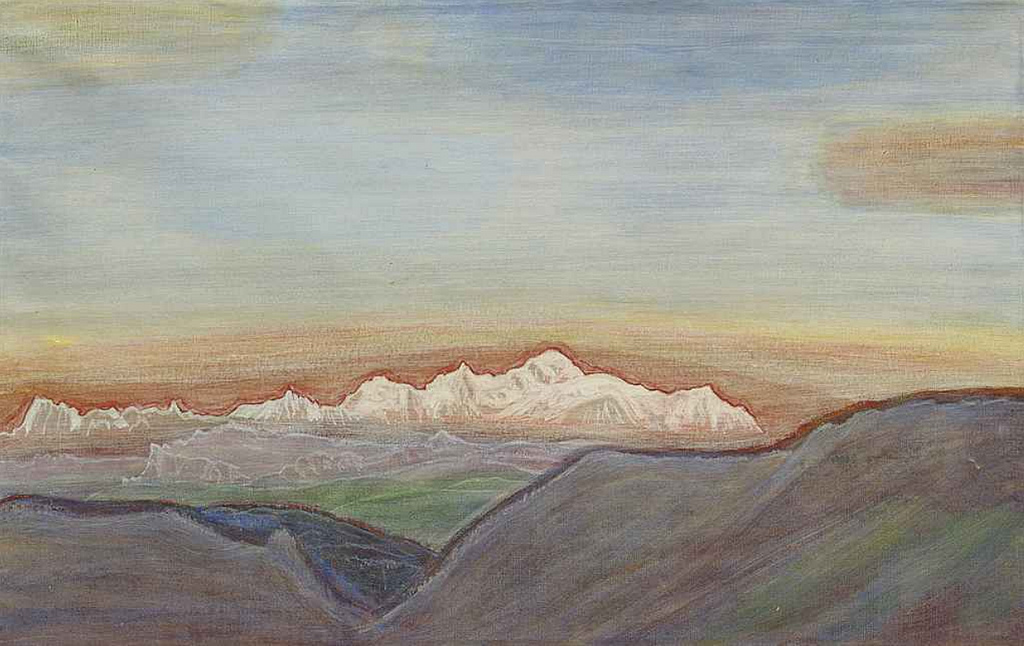
Монблан (вид издали)
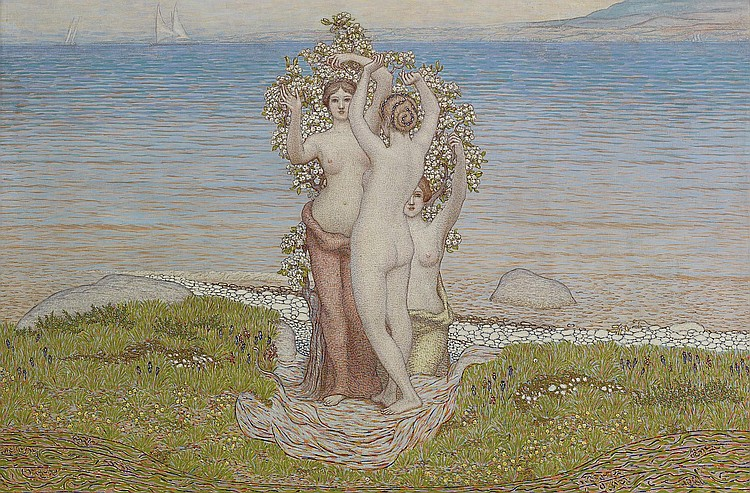
Три грации
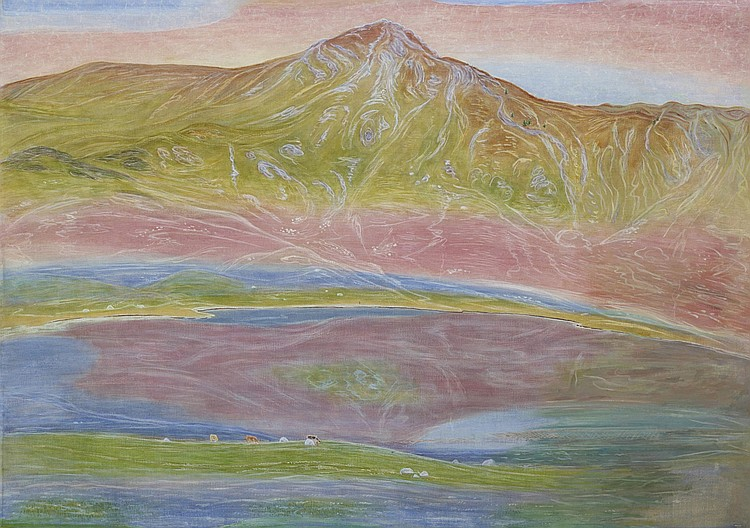
Озеро в Альпах
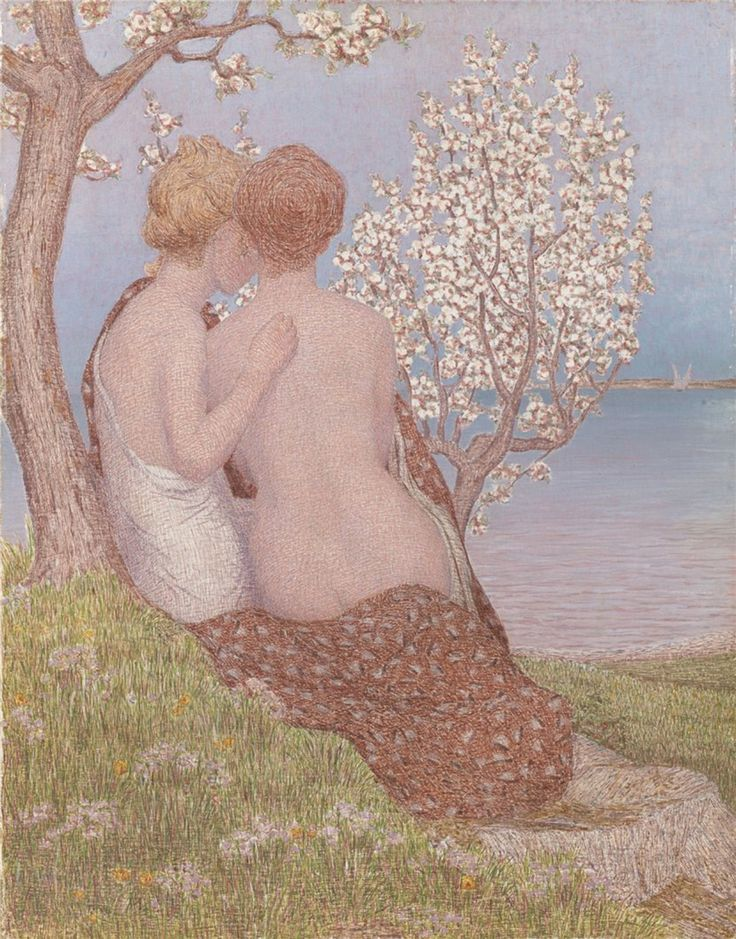
Купальщицы
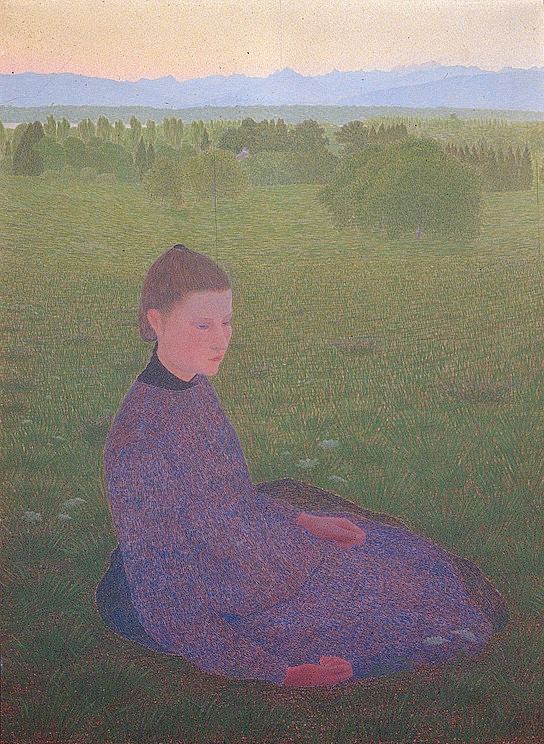
«Рассвет»
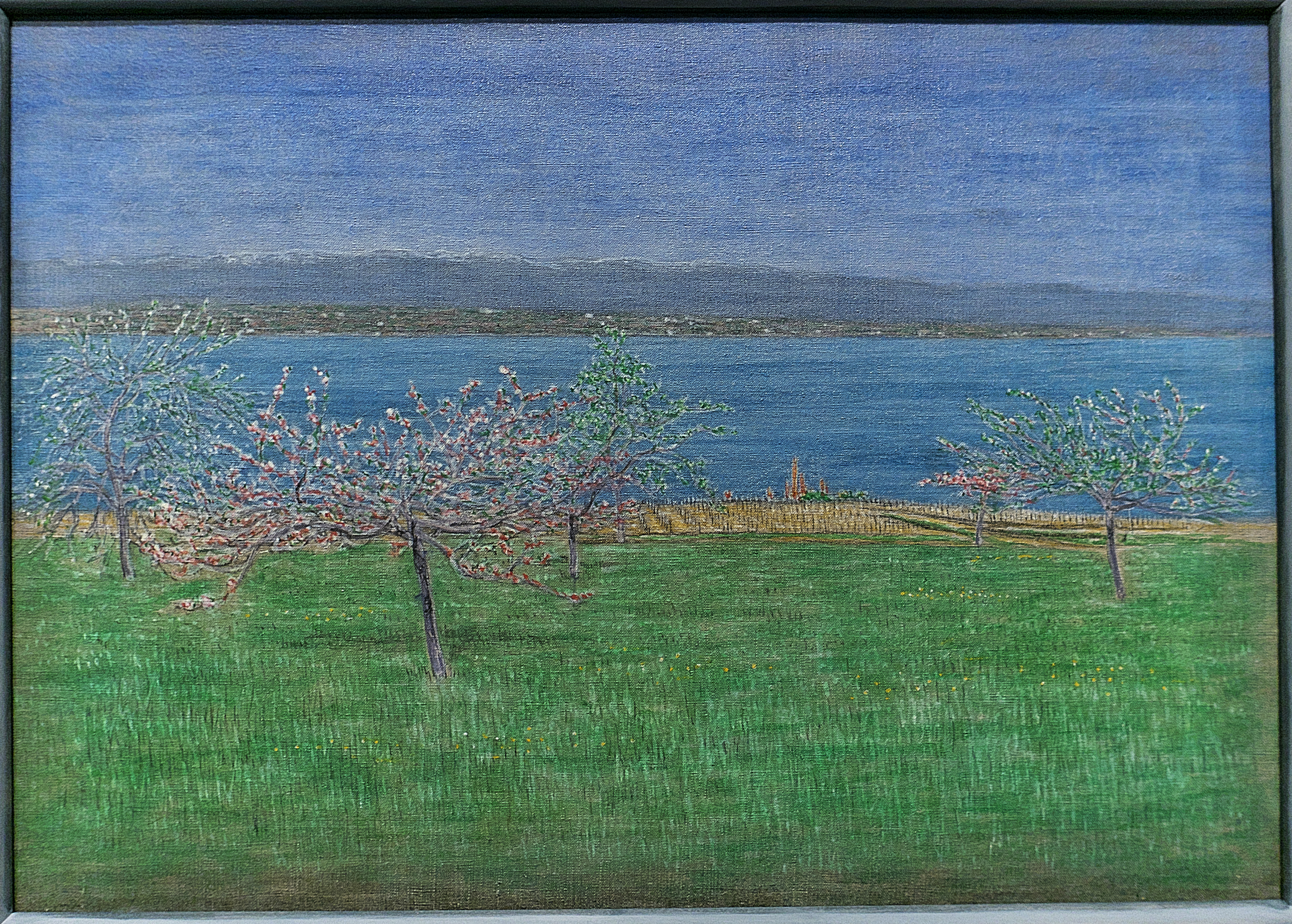
Яблони в цвету
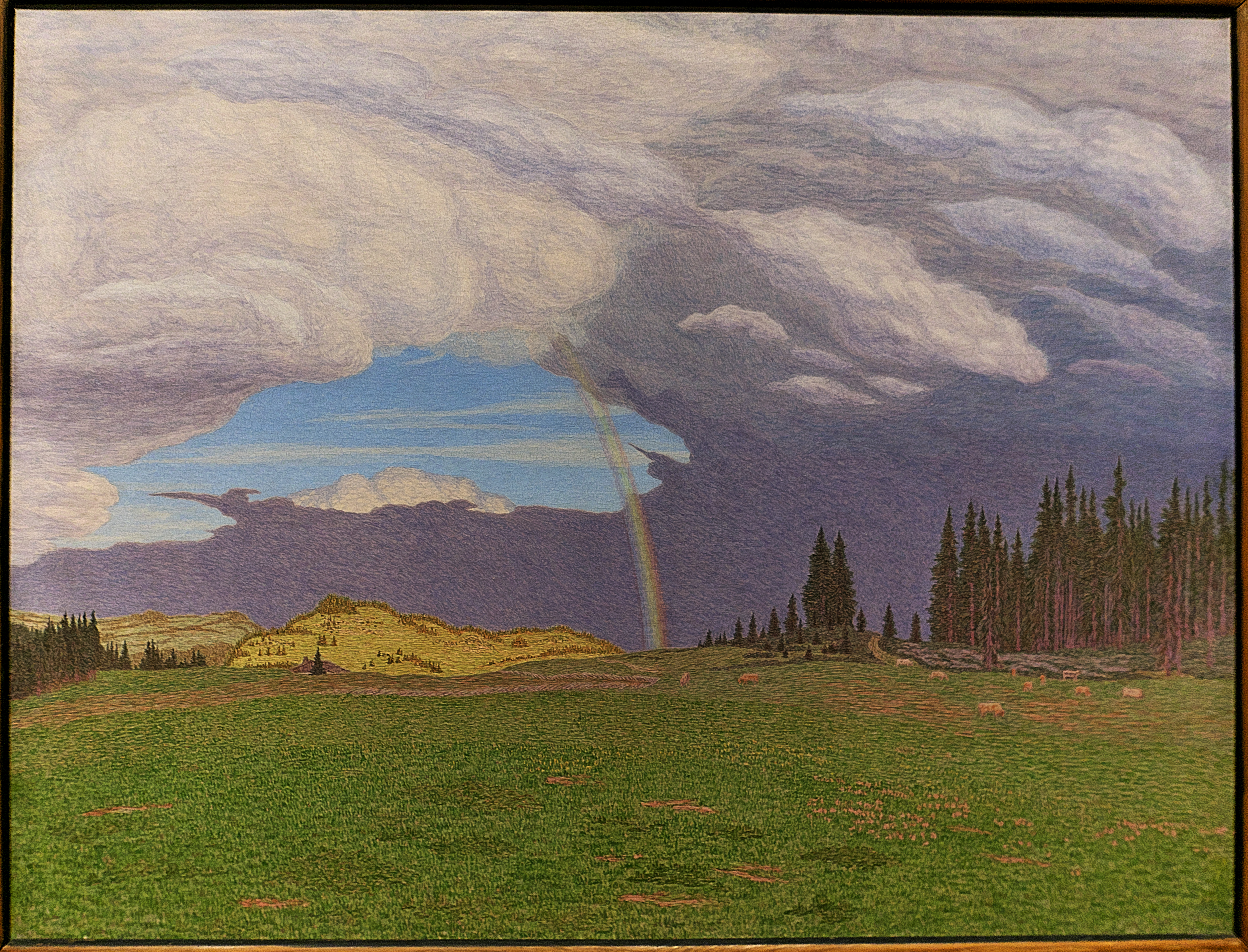
Радуга в горах
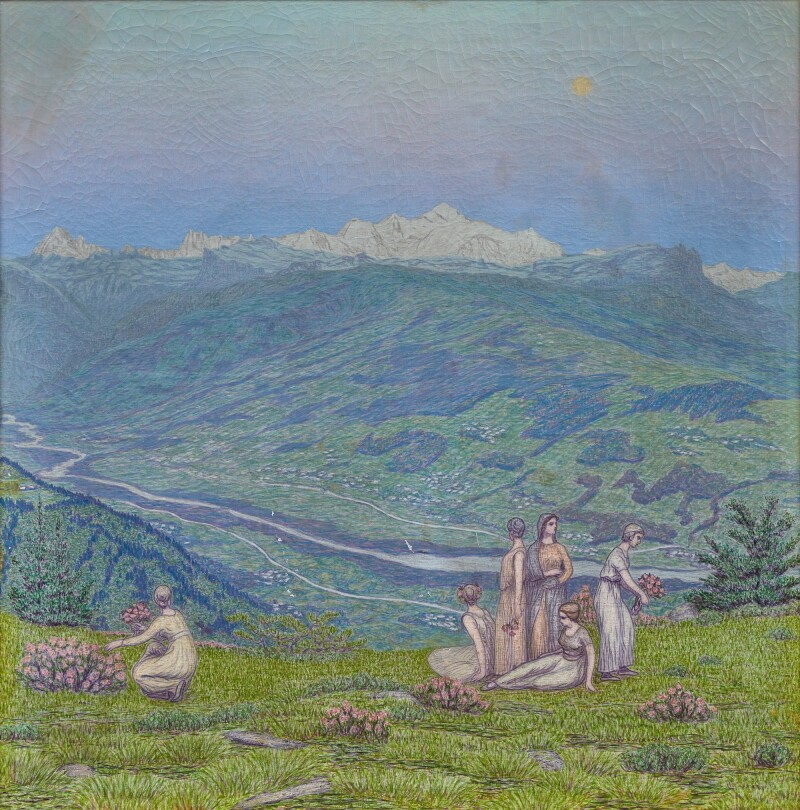
Женские фигуры на фоне Монблана
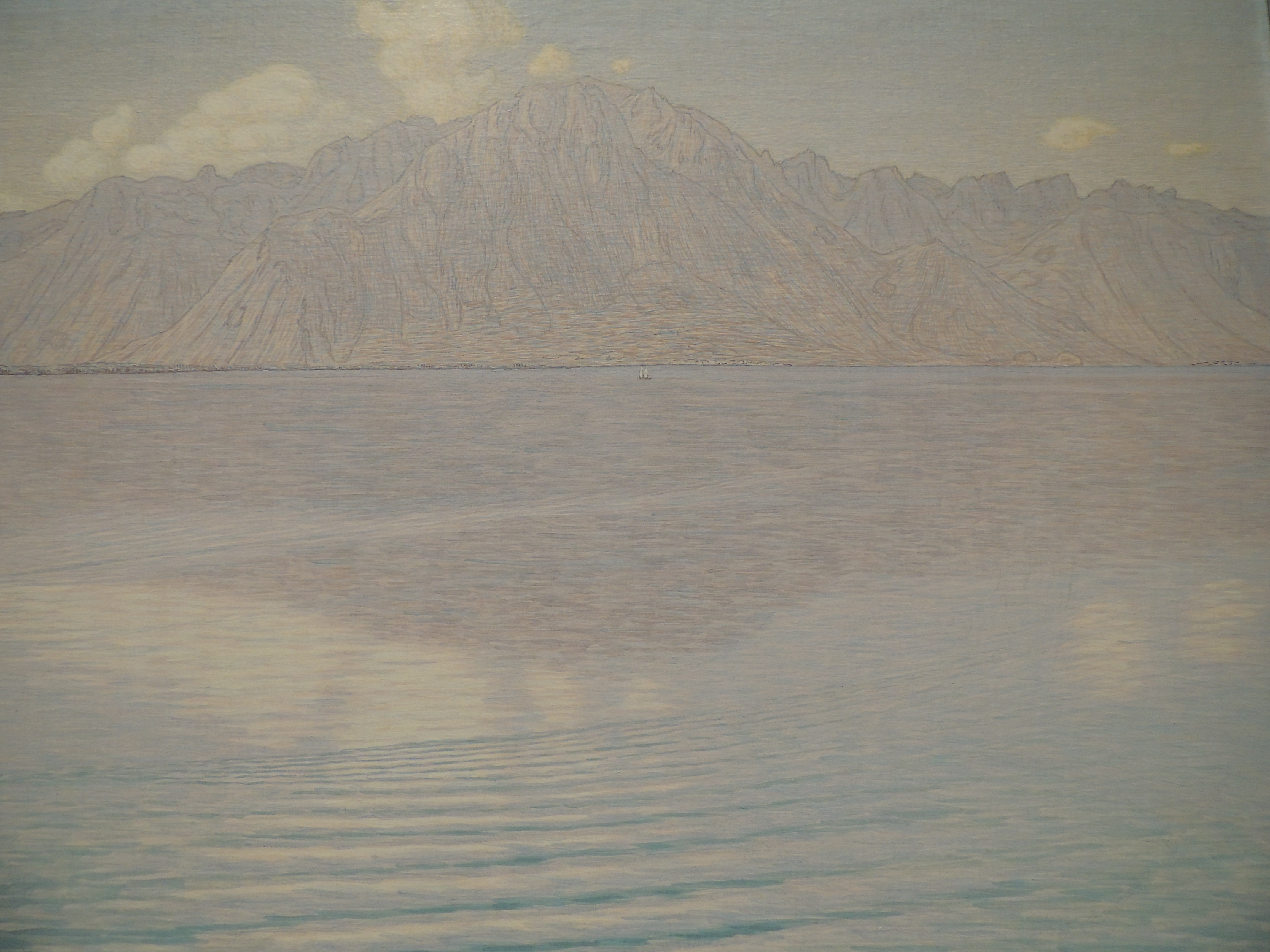
Женевское озеро
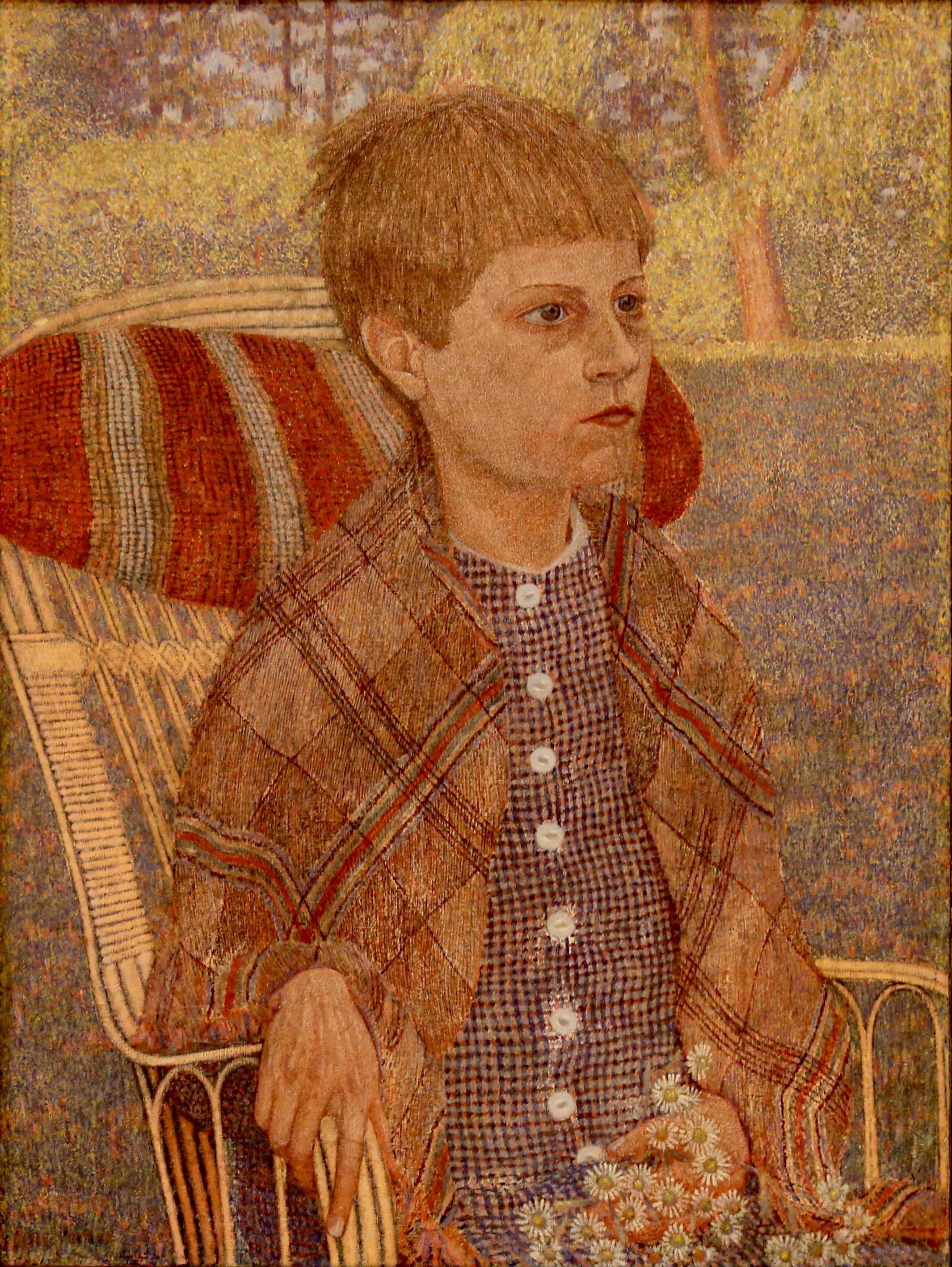
Выздоравливающий мальчик
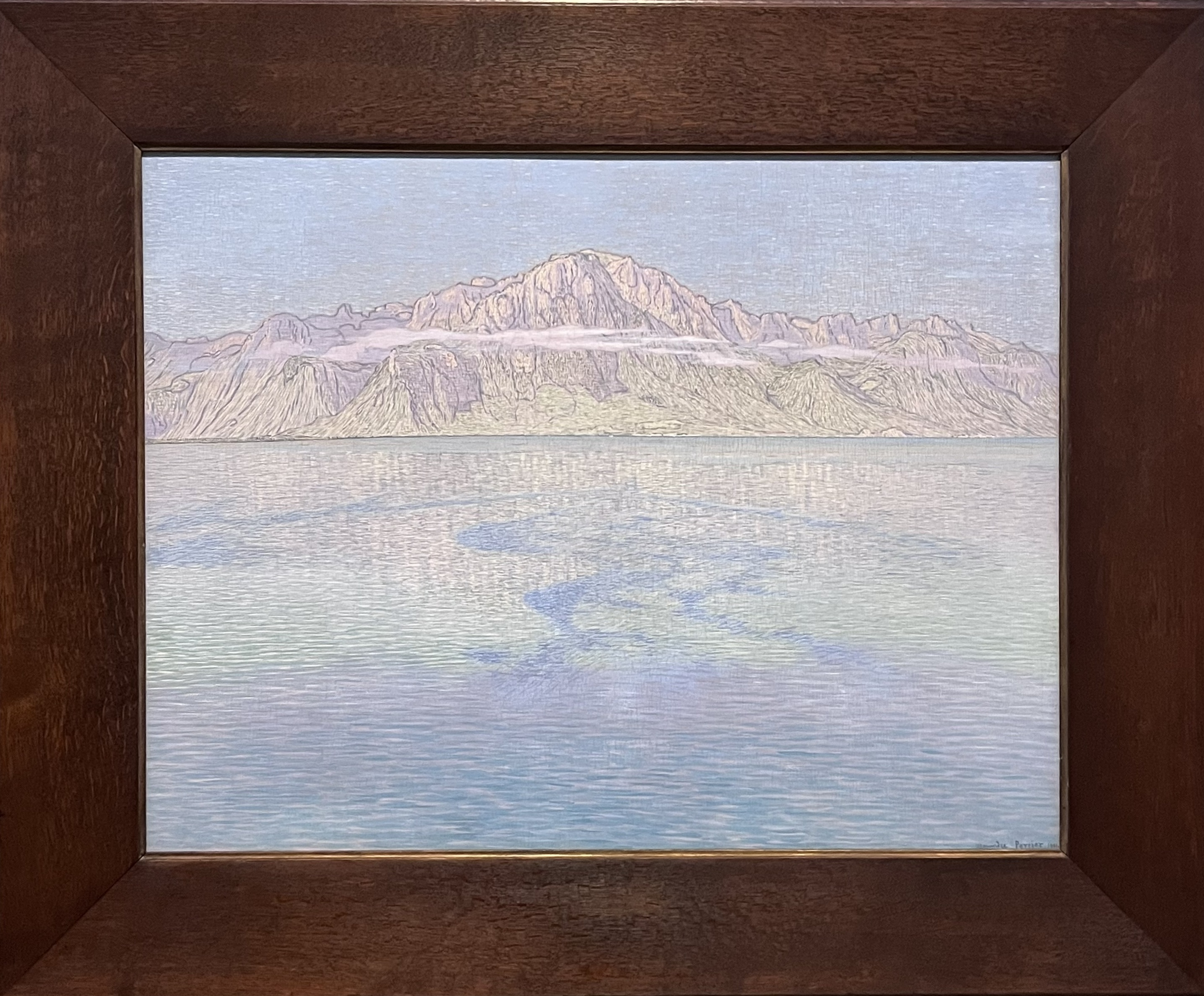
Утро на озере
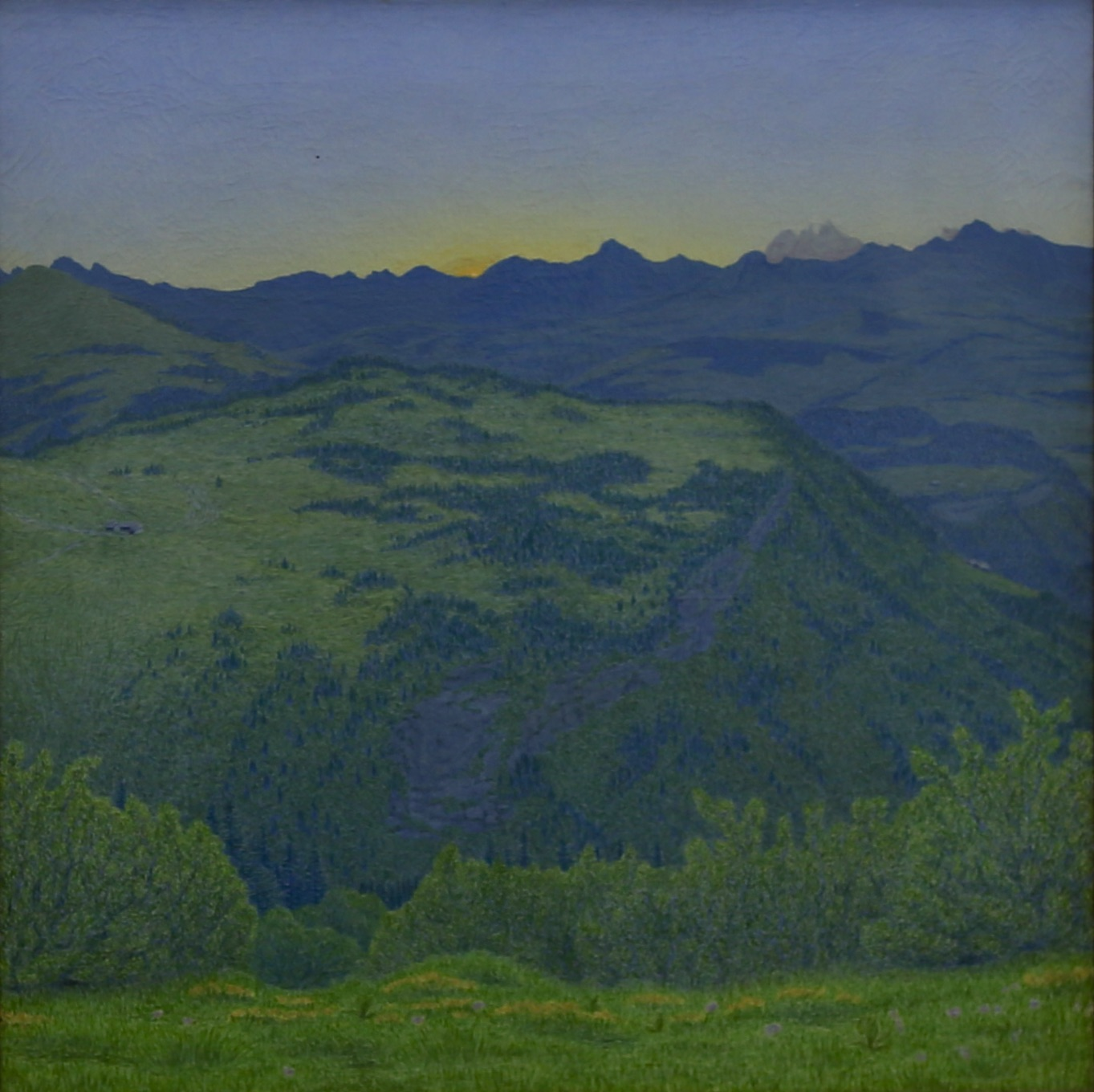
Рассвет в зелёных горах